# اقتصاد الرأس الأخضر
الرأس الأخضر هي أرخبيل صغير تفتقر إلى الموارد، وشهدت حالات جفاف شديد. وأصبحت الزراعة صعبة بسبب قلة الأمطار، وتقتصر على الجزر الأربع فقط لمعظم أيام السنة. أكثر الناتج المحلي الإجمالي للبلاد يأتي من قطاع الخدمات. وقد بدأ اقتصاد الرأس الأخضر ينمو باطراد منذ أواخر عقد 1990، والآن تعتبر رسمياً دولة ذات تنمية متوسطة، كونها ثاني دولة قد حققت هذا الانتقال بعد بوتسوانا في عام 1994. الرأس الأخضر لديها تعاون كبير مع البرتغال في كل مستوى من مستويات الاقتصاد، مما أدى إلى سعر الصرف الثابت (في إيسكودو جزر الرأس الأخضر) لأول مرة إلى الإسكدو البرتغالي، وفي عام 1999، إلى اليورو.
حلّت جمهورية الرأس الأخضر في المركز 91 في مؤشر الابتكار العالمي عام 2023، وتقدمت مركزاً واحداً في مؤشر 2024 لتصبح في المركز 90.

## الموارد
تستورد البلاد حوالي 75٪ من المواد الغذائية. وتعاني سنويًا من عجز تجاري مرتفع، وتشكل تحويلات المهاجرين ما يزيد عن 20٪.  الاقتصاد موجه نحو الخدمات، حيث تمثل التجارة والنقل والخدمات العامة ما يقرب من 70 ٪ من الناتج المحلي الإجمالي. على الرغم من أن ما يقرب من 35٪ من السكان يعيشون في المناطق الريفية، فإن حصة الزراعة في الناتج المحلي الإجمالي في عام 2010 كانت 9.2٪ فقط (ارتفاعًا من 8.9٪ في عام 1995) ؛ ومن ناتج 1998، مثل صيد الأسماك 1.5 ٪.
حددت حكومة الرأس الأخضر الأولويات العليا للتنمية مثل تعزيز اقتصاد السوق والقطاع الخاص ؛ وتطوير السياحة والصناعات الخفيفة ومصايد الأسماك ؛ وتطوير وسائل النقل والاتصالات والطاقة. في 1994-1995 تلقت الرأس الأخضر ما مجموعه حوالي 50 مليون دولار أمريكي من الاستثمارات الأجنبية، 50٪ منها في الصناعة، و 19٪ في السياحة، و 31٪ في مصايد الأسماك والخدمات.

## العضوية
تعتبر الرأس الأخضر دولة نامية، وهي مدرجة في قائمة الأمم المتحدة للدول الجزرية الصغيرة النامية. وفي عام 2007، أخرجت الأمم المتحدة الرأس الأخضر من فئة البلدان الأقل نمواً.
في 18 ديسمبر 2007، وافق المجلس العام لمنظمة التجارة العالمية على حزمة اقتصادية لانضمام الرأس الأخضر إلى المنظمة. ودخل الانضمام حيز التنفيذ في 23 يوليو 2008، بعد 30 يومًا من تصديق الرأس الأخضر، الذي كان في 23 يونيو.  تتطلبت الحزمة من الرأس الأخضر تكييف بعض قوانينها الاقتصادية.

## القطاعات

### التعدين
يساهم التعدين بشكل ضئيل في الاقتصاد البلادز وتستورد معظم احتياجات البلاد المعدنية. واعتبارًا من عام 2007، اقتصر الإنتاج على الطين والجبس و خام الحديد والحجر الجيري و الملح.

### الزراعة
النشاط الزراعي الأكثر انتشارًا في جزر الرأس الأخضر هو البستنة. وتشمل المحاصيل الرئيسية الذرة، البفرة، البطاطا الحلوة، والموز.  ولكنها  محدودة بسبب الجفاف الشديد والمتكرر. ويعمل في الزراعة حوالي 21٪ من القوة العاملة وتساهم بنسبة 7.9٪ في الناتج المحلي الإجمالي.
وفي عام 2003. كانت أرقام الإنتاج المقدرة:
- قصب السكر 14000 طن
- الذرة 14000 طن.
- موز 6000 طن ؛
- جوز الهند 5000 طن ؛
- المانجو 4500 طن؛
- البفرة 3000 طن ؛
- والبطاطا 3500 طن.

## إحصائيات
يبين الجدول التالي أهم المؤشرات الاقتصادية 1980-2017.
| السنة                                                             | 1980   | 1985  | 1990   | 1995  | 2000   | 2005  | 2006  | 2007  | 2008  | 2009   | 2010  | 2011  | 2012  | 2013  | 2014   | 2015  | 2016   | 2017  |
| ----------------------------------------------------------------- | ------ | ----- | ------ | ----- | ------ | ----- | ----- | ----- | ----- | ------ | ----- | ----- | ----- | ----- | ------ | ----- | ------ | ----- |
| الناتج المحلي الإجمالي بمليارات الدولارات (تعادل القدرة الشرائية) | 0.23   | 0.41  | 0.69   | 0.84  | 1.37   | 2.05  | 2.30  | 2.58  | 2.81  | 2.79   | 2.87  | 3.04  | 3.13  | 3.21  | 3.29   | 3.36  | 3.53   | 3.96  |
| نصيب الفرد (تعادل القدرة الشرائية)                                | 798    | 1,287 | 1,633  | 2,106 | 3,089  | 4,278 | 4,778 | 5,338 | 5,793 | 5,750  | 5,883 | 6,205 | 6,195 | 6,268 | 6,342  | 6,396 | 6,643  | 6,944 |
| النمو                                                             | 5.3 %  | 8.6 % | 0.7 %  | 7.5 % | 7.3 %  | 5.8 % | 9.1 % | 9.2 % | 6.7 % | −1.3 % | 1.5 % | 4.0 % | 1.1 % | 0.8 % | 0.6 %  | 1.0 % | 3.8 %  | 4.0 % |
| التضخم (نسبة مئوية)                                               | 15.1 % | 5.9 % | 11.1 % | 8.4 % | −2,4 % | 0,4 % | 4,8 % | 4,4 % | 6.8 % | 1.0 %  | 2.1 % | 4.5 % | 2.5 % | 1.5 % | −0.2 % | 0.1 % | −1.4 % | 0.8 % |
| الدين (نسبة مئوية من الناتج المحلي الإجمالي)                      | ...    | ...   | ...    | ...   | 83 %   | 85 %  | 77 %  | 65 %  | 57 %  | 65 %   | 72 %  | 79 %  | 91 %  | 102 % | 116 %  | 126 % | 129 %  | 126 % |